# Рогалиці
Рогалиці (пол. Rogalice, нім. Rogelwitz) — село в Польщі, у гміні Любша Бжезького повіту Опольського воєводства.
аселення — 331 особа (2011).

## Демографія
Демографічна структура станом на 31 березня 2011 року:
|          | Загалом | Допрацездатний вік | Працездатний вік | Постпрацездатний вік |
| -------- | ------- | ------------------ | ---------------- | -------------------- |
| Чоловіки | 167     | 34                 | 106              | 27                   |
| Жінки    | 164     | 17                 | 97               | 50                   |
| Разом    | 331     | 51                 | 203              | 77                   |